# Hala Targowa w Radomiu

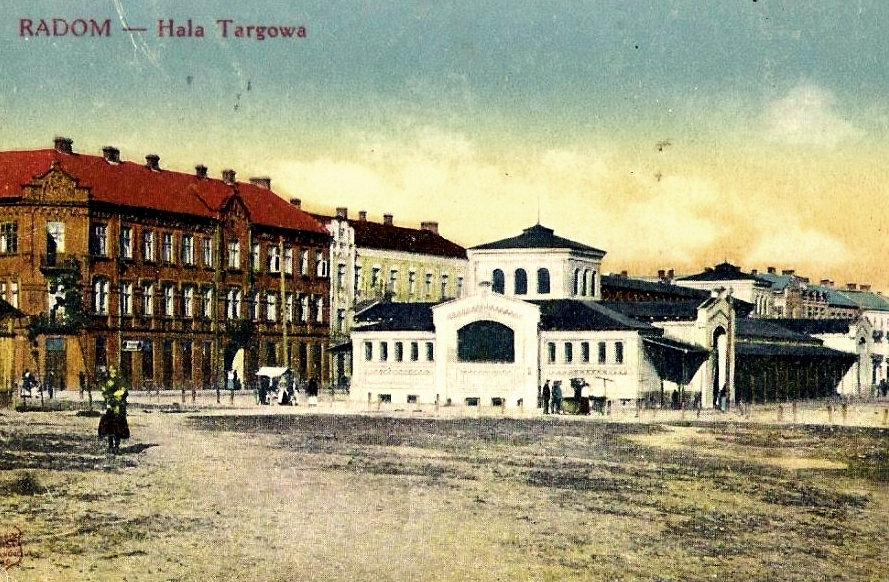
Widok hali w 1917

Hala Targowa w Radomiu – zabytkowy budynek znajdujący się w Radomiu, przy ul. marsz. Ferdynanda Focha 15. Obiekt jest częścią Radomskiego Szlaku Historycznego.

## Historia
Budynek miejskiej hali targowej wzniesiono w 1898 roku według projektu architekta miejskiego Augusta Załuskiego. Była to jedna z pierwszych hal targowych w Polsce, a w chwili otwarcia najnowocześniejsza. Pierwotnemu celowi budynek służył do 1948, kiedy został upaństwowiony i przebudowany na dom towarowy. W 1995 obiekt został sprywatyzowany i nadal pełni funkcje handlowe. W 2023 podjęta została decyzja przez właściciela obiektu o otwarciu w nim pierwszego food hallu w Radomiu o nazwie Food Hall Focha 15.

## Architektura
Budynek hali targowej w Radomiu jest trzykondygnacyjnym obiektem podpiwniczonym o układzie przypominającym bazylikę. Do wnętrza podzielonego na trzy nawy prowadziło pięć wejść. W środku znajdowało się 16 jatek z dostępem do bieżącej wody, przeznaczonych do sprzedaży mięsa. Miejsca handlowe zorganizowano również na zewnątrz budynków.